# Список эпизодов телесериала «Даллас» (2012)
Ниже приведен список и описание эпизодов американского драматического телесериала «Даллас», разработанного Синтией Сидре на основе одноименного сериала 1978—1991 годов, созданного Дэвидом Джэйкобсом. Сериал является продолжением, а не ремейком или перезагрузкой, оригинального телесериала 1978 года о богатой техасской семье Юингов, владеющей нефтяным бизнесом «Юинг Оилз» и ранчо со скотоводством. Главные роли в продолжении играют Джош Хендерсон, Джесси Меткалф, Джордана Брюстер, Джули Гонсало и Бренда Стронг, а также ведущие актёры оригинального сериала в лице Ларри Хэгмэна, Линды Грей и Патрика Даффи.
Премьера сериала состоялась 13 июня 2012 года на кабельном канале TNT, и в настоящее время завершился первый сезон. Премьера второго сезона из пятнадцати эпизодов состоялась в январе 2013 года. 30 апреля 2013 года канал продлил сериал на третий сезон из пятнадцати эпизодов, который стартует в начале 2014 года.

## Обзор
| Сезон | Сезон | Эпизоды | Оригинальная дата выхода | Оригинальная дата выхода |
| Сезон | Сезон | Эпизоды | Премьера сезона          | Финал сезона             |
| ----- | ----- | ------- | ------------------------ | ------------------------ |
|       | 1     | 10      | 13 июня 2012             | 8 августа 2012           |
|       | 2     | 15      | 28 января 2013           | 15 апреля 2013           |
|       | 3     | 15      | 24 февраля 2014          | 22 сентября 2014         |

## Список эпизодов

### Сезон 1 (2012)
| № общий | № в сезоне | Название                       | Режиссёр       | Автор сценария                                                      | Дата премьеры  | Зрители в США (млн) |
| --- | ---------- | ------------------------------ | -------------- | ------------------------------------------------------------------- | -------------- | ------------------- |
| 1 | 1          | «Pilot: Changing of the Guard» | Майкл М. Робин | Синтия Сидре                                                        | 13 июня 2012   | 6,86                |
| На ранчо Юингов проходит свадьба Кристофера и Ребекки Саттер. Многолетнее соперничество Бобби с Джей Аром переходит на новое поколение мужчин-Юингов - Джона Росса и Кристофера. Бобби, теперь женатый на Энн, решает продать ранчо после известий о своем раке, который он скрывает от семьи. Сью Эллен готовится к выборам губернатора Техаса и в перерывах между этим старается сохранять расположение Джона Росса. Джон Росс сотрудничает с Мартой Дель Соль, чтобы впоследствии присвоить ранчо и бурить нефть. |            |                                |                |                                                                     |                |                     |
| 2 | 2          | «Hedging Your Bets»            | Майкл М. Робин | Синтия Сидре                                                        | 13 июня 2012   | 6,86                |
| Джей Ар узнаёт о планах Джона Росса, а Энн - о раке Бобби. Отношения Элены и Джона Росса рушатся, после того как она думает, что он отправил письмо в день её свадьбы с Кристофером. Ребекка в сговоре со своим братом Томми начинает реализовывать свои планы по краже денег Юингов. |            |                                |                |                                                                     |                |                     |
| 3 | 3          | «The Price You Pay»            | Майкл М. Робин | Брюс Расмуссен                                                      | 20 июня 2012   | 4,76                |
| Клифф Барнс предлагает Бобби выкупить у него ранчо, а Джон Росс помогает отцу вернуться в дом к Бобби. Бобби получает ещё более тревожные известия о своем раке, а Джон Росс тем временем понимает, что это Ребекка отправила то письмо Элене. |            |                                |                |                                                                     |                |                     |
| 4 | 4          | «The Last Hurrah»              | Марк Роскин    | Тейлор Хамра                                                        | 27 июня 2012   | 4,08                |
| Джон Росс шантажирует Ребекку, чтобы она сделала одно дело для него. Сью Эллен встречается с Клиффом, что вызывает негодование Джей Ара, а Кристофер не может выбрать между Эленой и Ребеккой. Ребекка говорит Кристоферу, что это Томми отправил письмо. |            |                                |                |                                                                     |                |                     |
| 5 | 5          | «Truth and Consequences»       | Рэндал Зиск    | Роберт Ровнер                                                       | 4 июля 2012    | 3,36                |
| Кристофер прогоняет Ребекку и Томми с ранчо, и та пытается наладить отношения через Энн. Элена и Джон Росс примиряются, а Бобби и Энн пытаются отменить сделку по продаже ранчо после того, как понимают, что Джей Ар обманом завладел им. Ребекка узнает, что беременна. |            |                                |                |                                                                     |                |                     |
| 6 | 6          | «The Enemy of My Enemy»        | Джесси Бочко   | Гейл Гилчрист                                                       | 11 июля 2012   | 3,63                |
| Бобби и Кристофер находят способ остановить бурение на ранчо благодаря Ребекке. Джон Росс заручается поддержкой Сью Эллен, а после узнаёт, что Вероника, она же Марта Дель Соль, похитила Элену. |            |                                |                |                                                                     |                |                     |
| 7 | 7          | «Collateral Damage»            | Стив Робин     | Аарон Аллен                                                         | 18 июля 2012   | 3,88                |
| Бобби арестован за нападение на Харриса Райленда, бывшего мужа Энн, который вновь пытается испортить ей жизнь. Кристофер требует от Ребекки провести тест на отцовство, а Сью Эллен намекает Элене, что ей пора определиться, на чьей она стороне. Когда Вероника не хочет уходить, он рассказывает Винсенте, что она похитила его деньги, и он её убивает. Джона Росса позже арестовывают за убийство. |            |                                |                |                                                                     |                |                     |
| 8 | 8          | «No Good Deed»                 | Майкл Кэтлмэн  | Джулия Коэн                                                         | 25 июля 2012   | 3,25                |
| Помощники Винсенте избивают Джона Росса, и, чтобы вытащить сына из тюрьмы, Сью Эллен дает взятку медицинскому эксперту, которая может подорвать её предвыборную кампанию. Томми угрожает Ребекке, так как она не хочет продолжать их планы по краже у Юингов. |            |                                |                |                                                                     |                |                     |
| 9 | 9          | «Family Business»              | Стив Робин     | Брюс Расмуссен                                                      | 1 августа 2012 | 3,24                |
| Джей Ар возвращается в Саутфорк, а Джона Росса выпускают из тюрьмы. Бобби становится инвалидом в результате мозговой аневризмы. Кампания Сью Эллен находится под угрозой, когда Харрис начинает шантажировать её, так как знает, что она подкупила медицинского эксперта, чтобы помочь сыну. После произошедшего с Бобби, Джон Росс и Кристофер решают зарыть топор войны и вместе открывают компанию «Юинг Энерджис», а Бобби с Эленой становятся партнерами в компании. Ребекка убивает Томми.                     |            |                                |                |                                                                     |                |                     |
| 10 | 10         | «Revelations»                  | Майкл М. Робин | История: Синтия Сидре и Роберт Ровнер Телепостановка: Роберт Ровнер | 8 августа 2012 | 4,30                |
| Бобби выходит из больницы и вместе с Кристофером и Джоном Россом отправляет Винсенте в тюрьму. Энн обманом получает компромат на Харриса, чтобы защитить Сью Эллен, а Элена узнаёт о вранье Джона Росса и разрывает с ним отношения. Ребекка избавляется от трупа Томми, в ходе чего показано, что она на самом деле является дочерью Клиффа Барнса. Джон Росс объединяется с Джей Аром, чтобы уничтожить Кристофера с Эленой и захватить «Юинг Энерджис».                                                           |            |                                |                |                                                                     |                |                     |

### Сезон 2 (2013)
| № общий | № в сезоне | Название                   | Режиссёр         | Автор сценария               | Дата премьеры   | Зрители в США (млн) |
| --- | ---------- | -------------------------- | ---------------- | ---------------------------- | --------------- | ------------------- |
| 11 | 1          | «Battle Lines»             | Майкл М. Робин   | Синтия Сидре и Роберт Ровнер | 28 января 2013  | 2,98                |
| Кристофер пытается одержать победу в разводе с Ребеккой Саттер, а Джон Росс тем временем продолжает реализовывать свои планы по его с Эленой уничтожению. Между тем Харрис шантажирует Энн и открывает ей страшную тайну о судьбе их дочери, потерянной двадцать лет назад. |            |                            |                  |                              |                 |                     |
| 12 | 2          | «Venomous Creatures»       | Стив Робин       | Аарон Аллен                  | 28 января 2013  | 2,98                |
| Дочь Энн — Эмма — двадцать лет прожила со своей властной бабушкой Джудит Браун Райленд в Лондоне и не хочет иметь дело с матерью. Реальная Ребекка Саттер лжет на суде по договоренности с Памелой. Ребекка не хочет уезжать из Далласа, и тогда Памела просит, чтобы от неё избавились. |            |                            |                  |                              |                 |                     |
| 13 | 3          | «Sins of the Father»       | Джесси Бочко     | Брюс Расмуссен               | 4 февраля 2013  | 2,23                |
| Кристофер находит доказательства того, что Томми пропал не просто так, а был убит. Брат Элены - Дрю Рамос, возвращается в город, а Джон Росс продолжает реализовывать свой план. Энн стреляет в Харриса. |            |                            |                  |                              |                 |                     |
| 14 | 4          | «False Confessions»        | Стивен Херек     | Тейлор Хэмра                 | 11 февраля 2013 | 2,41                |
| Когда полиция приходит в дом Юингов, Бобби решает взять на себя вину за покушение на Харриса. Труп Томми был найден, и Памела стала главной подозреваемой, однако вину на себя взял Фрэнк, который совершил самоубийство прямо в зале суда. Сью Эллен помогает Джону Россу встретиться с Клиффом. |            |                            |                  |                              |                 |                     |
| 15 | 5          | «Trial and Error»          | Миллисент Шелтон | Джон Уэлплей                 | 18 февраля 2013 | 2,59                |
| Энн признается в покушении на Харриса, а Сью Эллен просит Джей Ара простить Джона Росса за то, что он обратился к Клиффу. Дрю арестовывают и обнаруживают в его фургоне краденые вещи, подложенные Джоном Россом. Джудит выступает в суде против Энн, и она впоследствии признается виновной. Винсенте Кано был выпущен из тюрьмы по договоренности с посольством Венесуэлы. |            |                            |                  |                              |                 |                     |
| 16 | 6          | «Blame Game»               | Джесси Бочко     | Гейл Гилчрист                | 25 февраля 2013 | 2,55                |
| Сью Эллен присоединяется к Джону Россу и его планам по уничтожению Элены и Кристофера и последующим захватом компании. Она, с помощью лазейки в их с Эленой договоре, получает её долю в компании и вступает в открытую игру против Бобби. Энн получает условный срок, а Винсенте тем временем проникает на ранчо и берет в заложники Юингов, а также Памелу. |            |                            |                  |                              |                 |                     |
| 17 | 7          | «The Fast and the Furious» | Родни Чартерс    | Джулия Коэн                  | 4 марта 2013    | 2,79                |
| Бобби решает бороться против Сью-Эллен и Джона Росса, чтобы восстановить контроль над «Юинг Энерджис», вследствие чего получает неожиданного союзника - своего брата Гэри. Джудит и Харрис пытаются отправить Эмму обратно в Англию, однако она сбегает от них к Энн. В ходе телефонного разговора Джона Росса с Джей Аром, Джон Росс слышит выстрелы, и разговор прерывается. |            |                            |                  |                              |                 |                     |
| 18 | 8          | «J.R.'s Masterpiece»       | Майкл М. Робин   | Синтия Сидре                 | 11 марта 2013   | 3,56                |
| Друзья и враги собираются на мемориальной службе в честь смерти Джей Ара. Клифф Барнс нарушает мероприятие, чтобы в последний раз посмеяться над покойником. Сью Эллен опечалена смертью Джей Ара и вновь начинает пить, читая его письмо, в котором он просит у неё дать ему ещё один шанс. Джон Росс хочет найти убийцу, а Бам приносит Бобби коробку, содержащую тайну смерти Джей Ара. |            |                            |                  |                              |                 |                     |
| 19 | 9          | «Ewings Unite!»            | Стив Робин       | Брюс Расмуссен               | 18 марта 2013   | 2,67                |
| После смерти Джей Ара в силу вступает завещание Мисс Элли, по которому она оставляет половину ранчо Джону Россу. Бобби продаёт Элене и Дрю участок земли, ранее принадлежавший их матери Кармен и умершему отцу. Джон Росс и Кристофер объединяются, чтобы вместе узнать о том, в ходе чего погиб Джей Ар. В Даллас возвращается Вэлин Юинг, которую обманом вызвала Сью Эллен. Джудит спорит с Харрисом и хочет отдать Эмме власть в её компании, и в ходе этого падает с лестницы. Харрис и Клифф объединились, чтобы отомстить Юингам, и шантажируют Дрю, чтобы он сделал бомбу и подложил её на место переговоров Джона Росса и Кристофера по продаже метана. Это ставит под угрозу сделку, а её участники, в свою очередь, страдают от последствий взрыва. |            |                            |                  |                              |                 |                     |
| 20 | 10         | «Guilt & Innocence»        | Джесси Бокко     | Роберт Ровнер                | 25 марта 2013   | 2,61                |
| Памела и её дети находятся на грани жизни и смерти, а Эфтон Купер, её мать, приходит в больницу к дочери. Бобби прощает Энн её обман в отношении Эммы, а Джудит тем временем также находится в больнице, где пытается поговорить с Эммой, чтобы рассказать правду о Харрисе. Кен Ричардс, старый ухажер Сью Эллен, возвращается в город. Оба ребенка Памелы умирают. |            |                            |                  |                              |                 |                     |
| 21 | 11         | «Let Me In»                | Миллисент Шелтон | Аарон Аллен                  | 1 апреля 2013   | 2,63                |
| Памела находится в депрессии из-за смерти своих неродившихся детей, и Джон Росс приходит к ней и обнаруживает, что она принимает массу таблеток. Дрю продолжает встречаться с Эммой, и из-за этого Харрис нанимает людей, чтобы его избили. |            |                            |                  |                              |                 |                     |
| 22 | 12         | «A Call to Arms»           | Кен Топольски    | Гейл Гилшхест и Джулия Коэн  | 8 апреля 2013   | 2,44                |
| Юинги сплачиваются, чтобы одолеть Клиффа, а Энн тем временем находит наркотики в комнате Эммы. Эмма решает бросить Дрю после того как видит, что с ним сделал её отец, и идет за наркотиками к работнику ранчо. Памела стоит перед выбором между отцом и Джоном Россом. |            |                            |                  |                              |                 |                     |
| 23 | 13         | «Love & Family»            | Рэнди Зиск       | Джон Уэлплей                 | 8 апреля 2013   | 2,44                |
| Памела получает от отца треть в «Барнс Глобал», а Джон Росс хочет, чтобы она продемонстрировала свою приверженность к нему. Кристофер находится в поисках своей матери Пэм. Джон Росс и Памела тайно женятся. |            |                            |                  |                              |                 |                     |
| 24 | 14         | «Guilt by Association»     | Джесси Бокко     | Тейлор Хамра                 | 15 апреля 2013  | 2,82                |
| Кристофер в ходе поисков Пэм выходит на её мужа, который утверждает, что она не хочет больше видеть ни его, ни Юингов. Сью Эллен выслеживает Кена Ричардса, а после шантажирует губернатора, и тот сдается под её мощью. |            |                            |                  |                              |                 |                     |
| 25 | 15         | «Legacies»                 | Стив Робин       | Синтия Сидре и Роберт Ровнер | 15 апреля 2013  | 3,00                |
| Кристофер, наконец, узнает, что Пэм умерла в 1989 году от рака поджелудочной железы, а Клифф все эти годы скрывал её смерть. Юинги осуществляют свои планы, и Памела остаётся на стороне Джона Росса, выступая против отца. Клиффа сажают в тюрьму за убийство Джей Ара, а Эмма тем временем передает компромат на Харриса, и он тоже оказывается за решеткой. Элена позже узнает, что её отец на самом деле умер по вине Джей Ара, и после ссоры с Кристофером уезжает. |            |                            |                  |                              |                 |                     |

### Сезон 3 (2014)
30 апреля 2013 года канал продлил сериал на третий сезон из пятнадцати эпизодов.
| № общий | № в сезоне | Название                    | Режиссёр         | Автор сценария               | Дата премьеры    | Зрители в США (млн) |
| --- | ---------- | --------------------------- | ---------------- | ---------------------------- | ---------------- | ------------------- |
| 26 | 1          | «The Return»                | Стив Робин       | Синтия Сидре и Роберт Ровнер | 24 февраля 2014  | 2,66                |
| Сью Эллен планирует свадьбу для Джона Росса и Памелы, а Джон Росс и Бобби тем временем спорят насчет их совместного владения ранчо. Элена возвращается в Даллас с секретом.                                                                    |            |                             |                  |                              |                  |                     |
| 27 | 2          | «Trust Me»                  | Миллисент Шелтон | Брюс Расмуссен               | 3 марта 2014     | 1,93                |
| Джон Росс идет на все, чтобы сохранить свои планы в компании, тогда как его альянс со Сью Эллен находится под угрозой. Эмма заручается поддержкой своей бабушки, Джудит.                                                                       |            |                             |                  |                              |                  |                     |
| 28 | 3          | «Playing Chicken»           | Джесси Бокко     | Гейл Джилкрист               | 10 марта 2014    | 1,98                |
| Бобби пытается перехитрить Джона Росса. Кристофер узнаёт о прошлом Николаса. Игры Эммы ставят под угрозу свадьбу Джона Росса и Памелы. |            |                             |                  |                              |                  |                     |
| 29 | 4          | «Lifting the Veil»          | Бетани Руни      | Тейлор Хамра                 | 17 марта 2014    | 1,77                |
| Эфтон, Рэй и Люси приезжают в Саутфорк, чтобы присутствовать на свадьбе. Джон Росс пытается заключить сделку с врагом семьи. Кристофер возвращается из Мексики. Отношения Елены и Николаса становятся ближе. Сью Эллен хочет помешать свадьбе. |            |                             |                  |                              |                  |                     |
| 30 | 5          | «D.T.R.»                    | Родни Чартерс    | Аарон Аллен                  | 24 марта 2014    | 1,78                |
| Бобби и Сью Эллен пытаются помешать Джону Россу стать таким же, как его отец. Кристофер узнаёт о прошлом Хезер. Клифф уговаривают Елену испробовать новую тактику. Джудит, Райлэнд и Энн пытаются обуздать Эмму и взять её под контроль.       |            |                             |                  |                              |                  |                     |
| 31 | 6          | «Like Father, Like Son»     | Стив Робин       | Джулия Коэн                  | 31 марта 2014    | 1,81                |
| Джон Росс из кожи вон лезет, чтобы состоялась важная сделка. Елена и Николас выставляют Джона Росса и Памелу из офиса. Отношения Кристофера и Хезер усложняются. План Райлэнда принимает неожиданный оборот.                                   |            |                             |                  |                              |                  |                     |
| 32 | 7          | «Like a Bad Penny»          | Миллисент Шелтон | Пьерлуиджи Д. Коран          | 7 апреля 2014    | 1,87                |
| Бобби и Энн пытаются добиться освобождения Сью Эллен. Джон Росс обращается за помощью к одному из последних партнёров Джей Ар. Раскрываются новые секреты. Елена принимает решение. Дрю возвращается в Даллас.                                 |            |                             |                  |                              |                  |                     |
| 33 | 8          | «Where There's Smoke»       | Майкл М. Робин   | Синтия Сидре и Роберт Ровнер | 14 апреля 2014   | 2,05                |
| Памела узнаёт, что Джон Росс спит с Эммой. Кристофер и Хезер сталкиваются с жёсткими действиями Бо. Отношения Елены и Николаса подвергаются испытанию.                                                                                         |            |                             |                  |                              |                  |                     |
| 34 | 9          | «Denial, Anger, Acceptance» | Стив Робин       | Брюс Расмуссен               | 18 августа 2014  | 1,97                |
| 35 | 10         | «Dead Reckoning»            | Антон Купер      | Джулия Коэн                  | 25 августа 2014  | 1,84                |
| 36 | 11         | «Hurt»                      | Патрик Даффи     | Аарон Аллен                  | 1 сентября 2014  | 1,93                |
| 37 | 12         | «Victims of Love»           | Кен Топольски    | Тейлор Хамра                 | 8 сентября 2014  | 1,93                |
| 38 | 13         | «Boxed In»                  | Родни Чартерс    | Гейл Джилкрист               | 15 сентября 2014 | 1,86                |
| 39 | 14         | «Endgame»                   | Миллисент Шелтон | Брюс Расмуссен               | 22 сентября 2014 | 1,72                |
| 40 | 15         | «Brave New World»           | Стив Робин       | Роберт Ровнер                | 22 сентября 2014 | 1,72                |

## Рейтинги в США

### Сезон 1
| №  | Название                 | Оригинальная дата эфира | Рейтинг (в категории 18-49) | Зрители (в миллионах) | Недельный ранг |
| -- | ------------------------ | ----------------------- | --------------------------- | --------------------- | -------------- |
| 1  | «Changing of the Guard»  | 13 июня 2012            | 1,5                         | 6,86                  | #1             |
| 2  | «Hedging Your Bets»      | 13 июня 2012            | 1,5                         | 6,86                  | #1             |
| 3  | «The Price You Pay»      | 20 июня 2012            | 1,3                         | 4,76                  | #8             |
| 4  | «The Last Hurrah»        | 27 июня 2012            | 1,1                         | 4,08                  | #15            |
| 5  | «Truth and Consequences» | 4 июля 2012             | 1,0                         | 3,36                  | #16            |
| 6  | «The Enemy of My Enemy»  | 11 июля 2012            | 1,0                         | 3,63                  | н/д            |
| 7  | «Collateral Damage»      | 18 июля 2012            | 0,9                         | 3,88                  | #13            |
| 8  | «No Good Deed»           | 25 июля 2012            | 0,7                         | 3,25                  | #24            |
| 9  | «Family Business»        | 1 августа 2012          | 0,8                         | 3,24                  | #17            |
| 10 | «Revelations»            | 8 августа 2012          | 1,3                         | 4,29                  | #7             |

### Сезон 2
| №  | Название                   | Оригинальная дата эфира | Рейтинг (в категории 18-49) | Зрители в США (млн) | Live+3 (Зрители в млн.) | Live+3 (Зрители 18-49 в млн.) | Live+3 (Зрители 25-54 в млн.) |
| -- | -------------------------- | ----------------------- | --------------------------- | ------------------- | ----------------------- | ----------------------------- | ----------------------------- |
| 1  | "Battle Lines"             | 28 января 2013          | 0.8                         | 2.98                | 3.7                     | 1.3                           | 1.5                           |
| 2  | "Venomous Creatures"       | 28 января 2013          | 0.8                         | 2.98                | 3.7                     | 1.3                           | 1.5                           |
| 3  | "Sins of the Father"       | 4 февраля 2013          | 0.6                         | 2.23                | N/A                     | 2.9                           | 1.2                           |
| 4  | "False Confessions"        | 11 февраля 2013         | 0.8                         | 2.411               | 3.1                     | 1.2                           | 1.3                           |
| 5  | "Trial and Error"          | 18 февраля 2013         | 0.7                         | 2.509               | 3.2                     | 1.1                           | 1.3                           |
| 6  | "Blame Game"               | 25 февраля 2013         | 0.7                         | 2.55                | 3.4                     | 1.3                           | 1.5                           |
| 7  | "The Furious and the Fast" | 4 марта 2013            | 0.7                         | 2.79                | 3.6                     | 1.2                           | 1.5                           |
| 8  | "JR's Masterpiece"         | 11 марта 2013           | 0.9                         | 3.56                | 4.6                     | 1.5                           | 1.8                           |
| 9  | "Ewing's Unite!"           | 18 марта 2013           | 0.8                         | 2.67                | 3.5                     | 1.4                           | 1.5                           |
| 10 | "Guilt and Innocence"      | 25 марта 2013           | 0.7                         | 2.61                | 3.3                     | 1.2                           | 1.4                           |
| 11 | "Let Me In"                | 1 апреля 2013           | 0.8                         | 2.60                | 3.6                     | 1.3                           | 1.5                           |
| 12 | "A Call to Arms"           | 8 апреля 2013           | 0.6                         | 1.94                | 3.0                     | 1.1                           | 1.3                           |
| 13 | "Love and Family"          | 8 апреля 2013           | 0.8                         | 2.44                | 3.0                     | 1.1                           | 1.3                           |
| 14 | "Guilt By Association"     | 15 апреля 2013          | 0.8                         | 2.82                | 3.8                     | 1.4                           | 1.8                           |
| 15 | "Legacies"                 | 15 апреля 2013          | 0.9                         | 2.99                | 3.8                     | 1.4                           | 1.8                           |

### Сезон 3
| №  | Название                    | Оригинальная дата эфира | Рейтинг (в категории 18-49) | Зрители в США (млн) | Live+3 (Зрители в млн.) | Live+3 (Зрители 18-49 в млн.) | Live+3 (Зрители 25-54 в млн.) |
| -- | --------------------------- | ----------------------- | --------------------------- | ------------------- | ----------------------- | ----------------------------- | ----------------------------- |
| 1  | "The Return"                | 24 февраля 2014         | 0.7                         | 2.65                | 3.5                     | 1.4                           | 1.6                           |
| 2  | "Trust Me"                  | 3 марта 2014            | 0.4                         | 1.93                | 2.7                     | 1.1                           | 0.8                           |
| 3  | "Playing Chicken"           | 10 марта 2014           | 0.4                         | 1.98                | 2.7                     | 0.9                           | 1.0                           |
| 4  | "Lifting the Veil"          | 17 марта 2014           | 0.5                         | 1.77                | 2.6                     | 0.8                           | 1.1                           |
| 5  | "D.T.R."                    | 24 марта 2014           | 0.5                         | 1.78                | 2.6                     | 0.9                           | 1.0                           |
| 6  | "Like Father, Like Son"     | 31 марта 2014           | 0.4                         | 1.81                | 2.6                     | 0.9                           | 1.2                           |
| 7  | "Like a Bad Penny"          | 7 апреля 2014           | 0.5                         | 1.87                | 2.6                     |                               |                               |
| 8  | "Where There's Smoke"       | 14 апреля 2014          | 0.6                         | 2.05                | 3.0                     | 1.4                           | 1.1                           |
| 9  | "Denial, Anger, Acceptance" | 18 августа 2014         | 0.4                         | 1.97                |                         |                               |                               |
| 10 | "Dead Reckoning"            | 25 августа 2014         | 0.4                         | 1.84                |                         |                               |                               |
| 11 | "Hurt"                      | 1 сентября 2014         | 0.4                         | 1.93                |                         |                               |                               |
| 12 | "Victims of Love"           | 8 сентября 2014         | 0.4                         | 1.93                |                         |                               |                               |
| 13 | "Boxed In"                  | 15 сентября 2014        | 0.4                         | 1.86                |                         |                               |                               |
| 14 | "Endgame"                   | 22 сентября 2014        | 0.4                         | 1.86                |                         |                               |                               |
| 15 | "Brave New World"           | 22 сентября 2014        | 0.4                         | 1.86                |                         |                               |                               |